# アスカル・アスカロフ
アスカル・アスカロフ（英語: Askar Askarov、ロシア語: Аскар Аскаров、1992年10月9日 - ）は、ロシアの聴覚障害を持つ男性総合格闘家、元レスリング選手。ダゲスタン共和国出身。ファイティング・イーグルス所属。元ACBフライ級王者。2017年サムスンデフリンピック男子フリースタイル61kg級金メダリスト。アスカー・アスカロフとも表記される。

## 来歴

### レスリング
2017年サムスンデフリンピックにロシア代表として出場し、男子フリースタイル61kg級で金メダルを獲得。2018年には、男子フリースタイルレスリング世界聴覚障害者選手権で銅メダルを獲得した。

### 総合格闘技
2013年、プロ総合格闘技デビュー。ローカル団体で3戦3勝の戦績を残す。

### ACB
2015年5月2日、ACBデビュー戦となったACB 17でビアチェスラフ・ガジエフと対戦し、パウンドで2RTKO勝ち。
2016年5月20日、ACB 38でルスラン・アビルタロフと対戦し、リアネイキドチョークで2R一本勝ち。サブミッション・オブ・ザ・ナイトを受賞した。
2016年10月22日、ACB 48のACBフライ級タイトルマッチで王者ホセ・マリア・トメに挑戦し、アナコンダチョークで5R一本勝ち。王座獲得に成功し、ファイト・オブ・ザ・ナイトを受賞した。
2017年4月22日、ACB 58のACBフライ級タイトルマッチでアンソニー・レオーネと対戦し、ツイスターで3R一本勝ち。王座の初防衛に成功した。
2018年5月5日、ACB 86のACBフライ級タイトルマッチでラスール・アルバスハノフと対戦し、ギロチンチョークで2Rテクニカル一本勝ち。2度目の王座防衛に成功した。

### UFC
2019年9月21日、UFC初参戦となったUFC Fight Night: Rodríguez vs. Stephensでフライ級ランキング9位のブランドン・モレノと対戦し、1-1の判定ドロー。
2020年1月18日、UFC 246でフライ級ランキング7位のティム・エリオットと対戦し、3-0の判定勝ち。
2020年7月19日、UFC Fight Night: Figueiredo vs. Benavidez 2でフライ級ランキング4位のアレッシャンドリ・パントージャと対戦し、3-0の判定勝ち。
2021年3月6日、UFC 259でフライ級ランキング2位のジョセフ・ベナビデスと対戦し、3-0の判定勝ち。なお、この試合はアスカロフが前日計量で1ポンド体重超過をしたため、127ポンド契約で行われた。
2022年3月26日、UFC on ESPN: Blaydes vs. Daukausでフライ級ランキング6位のカイ・カラ＝フランスと対戦し、0-3の判定負け。キャリア初黒星を喫した。
2022年10月29日、健康上の理由によりUFCへリリースを要求して認められ、UFCから離脱した。

## 人物・エピソード
- 生まれつき聴覚障害を持っており、健常者の約20％ほどしか聴力がない[4]。

## 戦績
| 総合格闘技 戦績 | 総合格闘技 戦績 | 総合格闘技 戦績 | 総合格闘技 戦績 | 総合格闘技 戦績 | 総合格闘技 戦績 | 総合格闘技 戦績 |
| --------------- | --------------- | --------------- | --------------- | --------------- | --------------- | --------------- |
| 17 試合         | (T)KO           | 一本            | 判定            | その他          | 引き分け        | 無効試合        |
| 15 勝           | 4               | 7               | 4               | 0               | 1               | 0               |
| 1 敗            | 0               | 0               | 1               | 0               | 1               | 0               |

| 勝敗 | 対戦相手                       | 試合結果                     | 大会名                                                    | 開催年月日     |
| ○    | アラン・ゴメス                 | 5分3R終了 判定3-0            | ACA 166: Magomedov vs. Dolgov                             | 2023年11月24日 |
| ×    | カイ・カラ＝フランス           | 5分3R終了 判定0-3            | UFC on ESPN 33: Blaydes vs. Daukaus                       | 2022年3月26日  |
| ○    | ジョセフ・ベナビデス           | 5分3R終了 判定3-0            | UFC 259: Błachowicz vs. Adesanya                          | 2021年3月6日   |
| ○    | アレッシャンドリ・パントージャ | 5分3R終了 判定3-0            | UFC Fight Night: Figueiredo vs. Benavidez 2               | 2020年7月19日  |
| ○    | ティム・エリオット             | 5分3R終了 判定3-0            | UFC 246: McGregor vs. Cowboy                              | 2020年1月18日  |
| △    | ブランドン・モレノ             | 5分3R終了 判定1-1            | UFC Fight Night: Rodríguez vs. Stephens                   | 2019年9月21日  |
| ○    | ラスール・アルバスハノフ       | 2R 1:59 ギロチンチョーク     | ACB 86: Balaev vs. Raisov 2 【ACBフライ級タイトルマッチ】 | 2018年5月5日   |
| ○    | アンソニー・レオーネ           | 3R 2:41 ツイスター           | ACB 58: Young Eagles 17 【ACBフライ級タイトルマッチ】     | 2017年4月22日  |
| ○    | ホセ・マリア・トメ             | 5R 1:57 アナコンダチョーク   | ACB 48: Revenge 【ACBフライ級タイトルマッチ】             | 2016年10月22日 |
| ○    | ルスラン・アビルタロフ         | 2R 1:37 リアネイキドチョーク | ACB 38: Breakthrough                                      | 2016年5月20日  |
| ○    | マルチン・ラソタ               | 2R 3:35 TKO（パウンド）      | ACB 29: Poland                                            | 2016年2月6日   |
| ○    | キリル・メドヴェドフスキー     | 3R 3:56 リアネイキドチョーク | ACB 22: Grand Prix 2015 Finals Stage 1                    | 2015年9月12日  |
| ○    | ビアチェスラフ・ガジエフ       | 2R 0:56 TKO（パウンド）      | ACB 17: Grand Prix Berkut 2015 Stage 4                    | 2015年5月2日   |
| ○    | ワハ・カディロフ               | 1R 3:15 TKO（パンチ連打）    | Khasavyurt Fight: Dagestan MMA Open Cup 2014              | 2014年6月21日  |
| ○    | エルヴィン・アバソフ           | 2R 3:45 腕ひしぎ十字固め     | GEFC: Lights of Baku 2                                    | 2014年2月15日  |
| ○    | ヴァンザコフ・カンテミール     | 1R 2:14 TKO（パウンド）      | Sparta Club Challenge 2013: Sosnovy Bor vs. Leningrad     | 2013年12月8日  |
| ○    | シャミル・アミロフ             | 2R 2:05 リアネイキドチョーク | Liga Kavkaz: Grand Umakhan Battle                         | 2013年7月7日   |

## 獲得タイトル
- 初代ACBフライ級王座（2016年）

## 表彰
- ACBファイト・オブ・ザ・ナイト（1回）
- ACBサブミッション・オブ・ザ・ナイト（1回）